# Viktor Mednov
Viktor Mednov est un boxeur soviétique né le 27 novembre 1927 et mort le 22 juin 2009 à Moscou.

## Biographie
Champion d'union soviétique des poids super-légers en 1953, Mednov participe aux Jeux olympiques d'été de 1952 en combattant dans cette catégorie et remporte la médaille d'argent. Après sa carrière de boxeur il devient entraineur puis arbitre.

## Palmarès

### Jeux olympiques
- Médaille d'argent en -63,5 kg en 1952 à Helsinki, Finlande